# Sal de l'Himàlaia

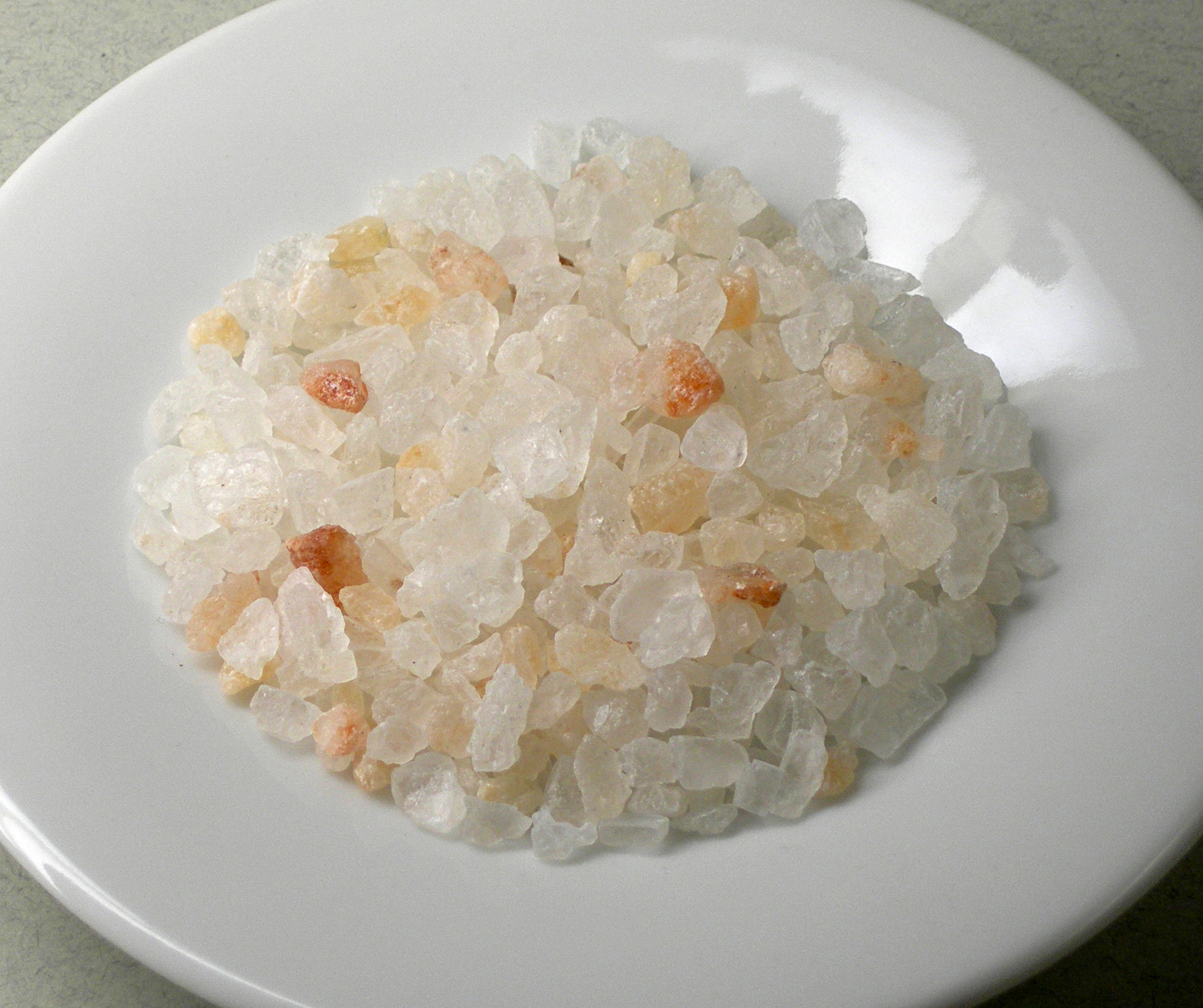
Sal de l'Himàlaia, característica amb els seus tons rosats.

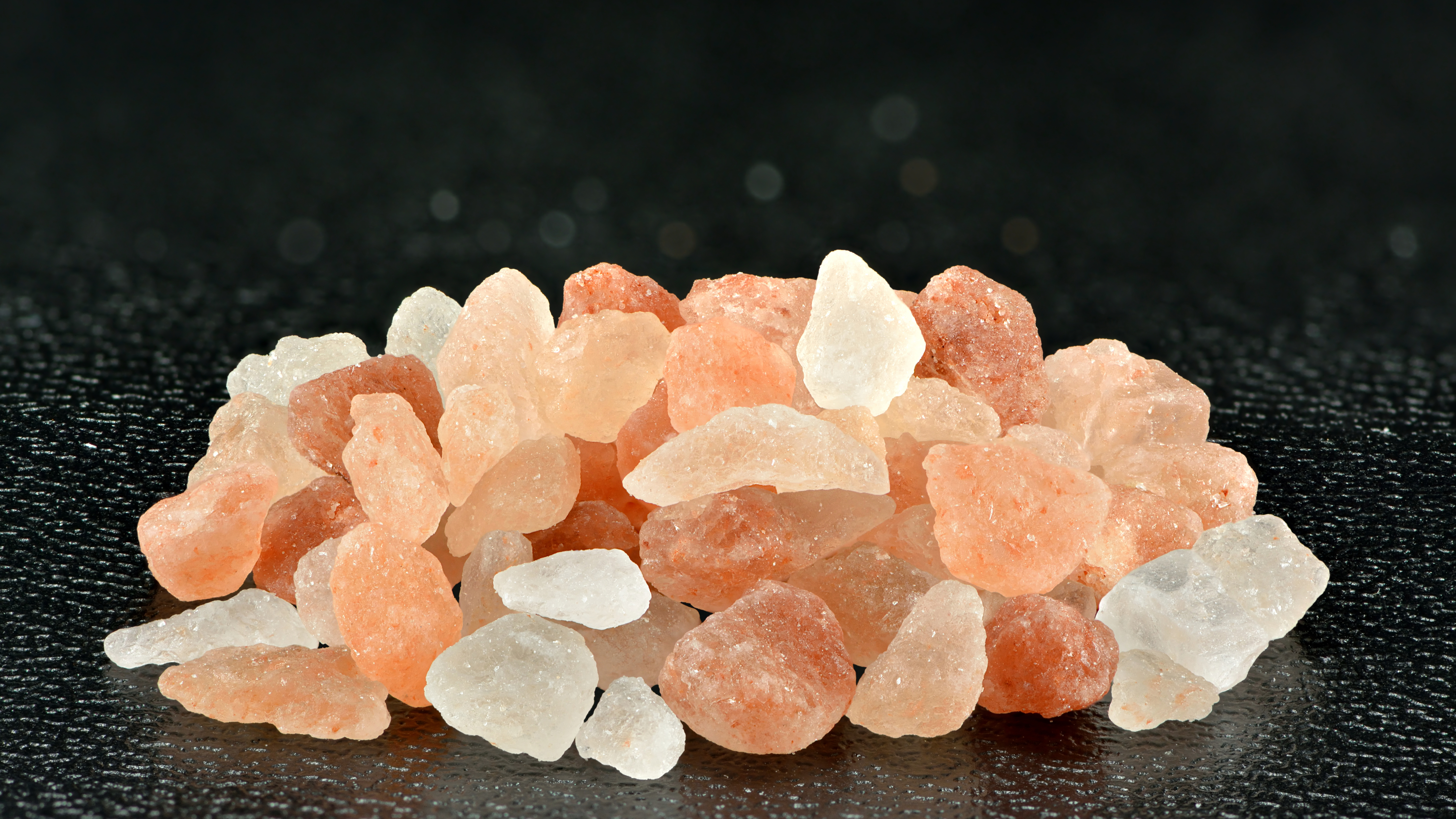

La sal de l'Himàlaia és un tipus de sal mineral procedent de les muntanyes del Pakistan. Aquest tipus de sal ha començat a comercialitzar-se en diverses parts d'Europa, els Estats Units i Austràlia. La sal d'aquest tipus prové per regla general de la mina de sal de Khewra en el (Districte de Jhelum), que és la segona més gran del món. Té una longitud de 160 quilòmetres des d'Islamabad i 260 quilòmetres des de Lahore. Es caracteritza per presentar-se el consumidor en forma de vidres de color rosat característic, per regla general per ser molta just en l'instant de ser dispensada.
S'ha format gràcies a dipòsits marins d'una antiguitat de 150 milions d'anys, durant l'època del Juràssic.
Es pot emprar dissolta en aigua com una elaboració casolana d'aigua mineral, pot emprar-se en la cuina com a 'sal de taula' amb l'ús de molinets especials. El ministeri de Salut d'Alemanya ha pogut detectar en aquest tipus de sal fins a 10 tipus oligoelements diferents, amb un contingut d'un 98% de clorur sòdic (el que el converteix en una sal no refinada). El major contingut després del ClNa és de Magnesi (un 0,7%). De vegades sol emprar-se com a sal kosher. En el seu ús en rituals, o simplement per decoració pot trobar-se en l'elaboració de làmpades de sal. S'empra en certes aplicacions medicinals, però no es distingeix de qualsevol altra sal.